# ばりすご☆ボイガー7

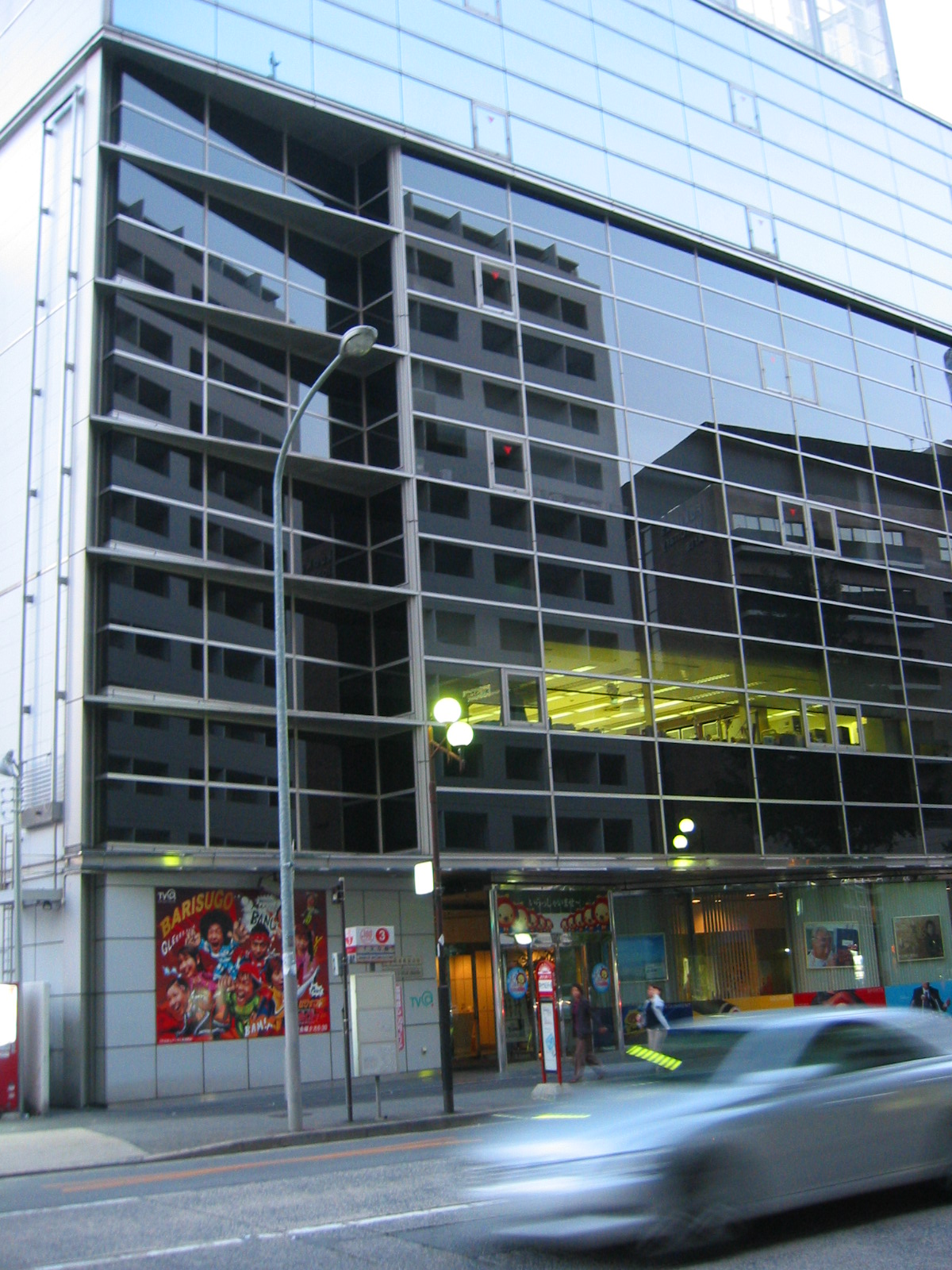
TVQ九州放送福岡本社、画像下部にこの番組の宣伝看板が見受けられる

『ばりすご☆ボイガー7』（ばりすごボイガーセブン、☆は読まない）は、TVQ九州放送で毎週金曜日の18:30 - 19:00に放送されていた子供向けローカルバラエティ番組。TVQのほか、スカパー!e2のインターローカルTVでも放送されていた。

## 概要
2001年放送開始。番組タイトルの「ばりすご」とは博多弁で「とても凄い」を意味する言葉で、「ボイガー」は「ボーイズ&ガールズ」の略である。そして、「7」は開始当初土曜日の7:00から放送されていた時代の名残りであるとともに、2006年のデジタル放送開始後はそれにおけるTVQのリモコンキーID「7」にもちなんでいる。放送時間は後に9:00からになり、2006年4月からはテレビ東京『スキバラ』の金曜日（『ロンブーの怪傑!トリックスター』）を差し替える形で毎週金曜日18:30 - 19:00の放送時間となった。2009年3月27日に放送終了。
内容は番組レギュラー陣とTVQ放送エリア内在住の小中学生が一緒に疑問を解決したり、夢を叶えたりという企画が主であるが、時折チャレンジ企画（田中選手北京オリンピックへの道、3923のひとり探検隊など）や、チームや学校対抗でのバトル企画（S-1シューキックバトル、20人1雑巾タイムトライアルなど）も行われた。これらの企画は一部、新番組の『ばりすごMAX』に引き継がれている。

## 出演者

### レギュラーメンバー

#### 番組開始時からのメンバー
- 杉山39 - 元the Chopsticksのボーカリスト。番組には3923（「サンキューニーサン」と読む）として登場していた。この番組が福岡での初のテレビレギュラーとなり、以後福岡でローカルタレントとして活躍することとなる。なお、年内最後の放送ではエンディングでバンド時代のPVが放送されるのが恒例になっていた。
- 嶋本えみ（エミリー）
- ケンケン - オネェキャラを武器に活動するローカルタレント。
- 田中里美（元・さーちゃん） - 番組の企画で「九州一周マラソン」に挑戦した。放送終了前に番組を卒業。

#### 途中追加されたメンバー
- ビックスモールン - 背の高いゴンが北九州市出身。
- 吉川貴司（たっくん）
- 田中美月 - 雑誌『ピチレモン』でモデルとして活動する高校生。
- ゲンゲン 元気な高校生チアリーダーの男の子
- 福本清子（キョン）
- ヤマムーチョ - スポーツアドバイザー。福岡大学陸上部の監督を務めたこともある。
- 町田隼人（あさくら君）
- ケンタロー

### TVQアナウンサー
- 吉松孝
- 立花麻理

共に回によって参加していた。立花は新レギュラーオーディション企画に参加したこともある。